# Alessandro Bastoni
Alessandro Bastoni (født 13. april 1999) er en italiensk professionel fodboldspiller, som spiller for Serie A-holdet Inter Milan og Italiens landshold.

## Klubkarriere

### Atalanta
Bastoni kom igennem Atalantas ungdomsakademi, og gjorde sin førsteholdsdebut for klubben i november 2016.

### Inter Milan

#### Transfer og lejeaftaler
Bastoni skiftede i august 2017 til Inter Milan, og som del af aftalen blev han med det samme lejet tilbage til Atalanta. Lejeaftalen var oprindelig for to sæsoner, men efter at Inter ikke var tilfredse med hans spilletid i 2017-18 sæsonen, valgte de at afslutte lejet i juli 2018. Han skiftede herefter til Parma på en lejeaftale for 2018-19 sæsonen.

#### Gennembrud
Bastoni fik sit gennembrud hos Inter Milan i 2019-20 sæsonen, hvor han spillede i en majoritet af kampene. Han spillede i 2020-21 en vigtig rolle i at Inter vandt deres første mesterskab i 10 år, og han blev inkluderet i årets hold i Serie A for sæsonen.

## Landsholdskarriere

### Ungdomslandshold
Bastoni har repræsenteret Italien på flere ungdomsniveauer.

### Seniorlandshold
Bastoni debuterede for Italiens landshold den 11. november 2020. Han var del af Italiens trup som vandt europamesterskabet i 2020.

## Titler
Inter Milan
- Serie A: 2 (2020-21, 2023-24)
- Coppa Italia: 2 (2021-22, 2022-23)
- Supercoppa Italiana: 3 (2021, 2022, 2023)

Italien
- Europamesterskabet: 1 (2020)

Individuelle
- Serie A Årets hold: 2 (2020-21, 2022-23)
- Serie A Forsvarsspiller: 1 (2023-24)